# Alexander Bedranowsky
Alexander Bedranowsky (21 de julio de 1985), más conocido por su nombre en el ring como Thumbtack Jack, es un luchador profesional alemán retirado que trabajó para la empresa Combat Zone Wrestling y westside Xtreme wrestling.

## Carrera
Bedranowsky hizo su debut profesional el 4 de agosto de 2001. Desde entonces ha luchado en numerosas promociones de lucha libre en Europa, incluyendo las empresas alemanas westside Xtreme wrestling y German Stampede Wrestling, y en Suiza, Francia, los Países Bajos y el Reino Unido.

### Independent Wrestling Association (2008 - 2009)
En el 2008, Bedranowsky ganó un deathmatch tournament organizado por IWA East Coast llamado Masters of Pain después de vencer a Mad Man Pondo, Necro Butcher y Ryuji Ito. En el 2009 participó en el torneo King of the Deathmatch realizado por la IWA Mid-South, perdiendo contra MASADA la final, después de derrotar a Nick Gage y Mad Man Pondo.

### Combat Zone Wrestling (2009 - 2010)
Jack hizo su esperado debut en contra Danny Havoc en marzo de 2009 en el evento Total Havoc. Jack compitió por el Ultraviolent Underground Title de Havoc, sin embargo, salió derrotado.

### Pro Wrestling Showdown (2009 - 2010)
Thumbtack Jack hizo su debut en Pro Wrestling Showdown 3: The Aftermath derrotando a Johnny B-Wire en una lucha en la que había un millón de chinchetas y ganando también el Toughest MoFo Trophy. El 29 de mayo, Jack retuvo su título en un "Best of 5 Tables Match", cuando que se estrelló en la quinta mesa y el árbitro quedó noqueado. Después realizó su movimiento final contra un desprevenido Jimmy Havoc y poniéndolo sobre la mesa, la cual destrozó, convirtiéndose así en heel.
Después de romperse las dos vértebras dorsales y el esternón en una lucha contra MASADA el 2 de octubre de 2010, Bedranowsky anunció al día siguiente que su carrera dentro de la lucha libre profesional había terminado.

## Campeonatos y logros
- Combat Zone Wrestling
  - CZW Ultraviolent Underground Championship (1 vez)[3]
  - Tournament of Death VIII (2009)[4]
  - Tournament of Death (Rewind)
- German Stampede Wrestling
  - GSW Breakthrough Championship (2 veces) - con Steve Douglas (1)
- IWA East Coast
  - Masters of Pain (2008)
- Pro Wrestling Showdown
  - Toughest MF-er of Europe (1 vez)
- westside Xtreme wrestling
  - wXw Hardcore Championship (1 vez)
  - Gorefest II
  - wXw Hall of Fame (2010)